# Fort Marcy Officer's Residence
La Fort Marcy Officer's Residence – ou Edgar Lee Hewett House – est une maison américaine située à Santa Fe, au Nouveau-Mexique. Construite au début des années 1870, elle est modifiée dans le style Pueblo Revival en 1916. Elle est inscrite au New Mexico State Register of Cultural Properties depuis le 3 mai 1975 et au Registre national des lieux historiques depuis le 20 juin 1975.